# Catherine Cormanová
Catherine Ann Cormanová (nepřechýleně Catherine Corman; * 1975, Los Angeles) je americká fotografka a filmařka.

## Životopis
Její krátký film Lost Horizon, natočený podle díla nositele Nobelovy ceny Patricka Modiana, byl pozván na filmový festival v Cannes a nominován na Oscara. Její krátký film Les Non-Dupes byl promítán na Berlínském bienále. Její kniha fotografií Daylight Noir: Raymond Chandler's Imagined City byla vystavena na Benátském bienále a je zařazena do sbírky knihovny Muzea moderního umění. Její kniha Photographs of the Saints byla oceněna na fotografickém veletrhu Paris Photo. Její kniha kolážových básní a fotografií Romantismus byla nominována na cenu Pushcart Prize. Je také editorkou díla Joseph Cornell's Dreams.
Její práce se objevily v The Times Literary Supplement a Vogue Italia a na webových stránkách The New Yorker, The Paris Review a The Economist.
Vystudovala Harvardskou a Oxfordskou univerzitu, žije v New Yorku. Je dcerou filmové producentky Julie Cormanové (rozené Halloranové) a filmového režiséra Rogera Cormana a objevila se v jeho filmu Frankenstein Unbound v roli Justine.